# Un bon business
Pour plus de détails, voir Fiche technique et Distribution.
Un bon business (titre original : The Bonanza Buckaroo) est un film américain réalisé par Richard Thorpe, sorti en 1926.

## Synopsis
Bill Merritt et son ami Charlie se font dépasser par une voiture, qui s'arrête un peu plus loin. Bill rattrape la voiture dont le frein était mal serré, et sauve ainsi Mme Gordon, qui était restée à l'intérieur. Elle l'invite à l'hôtel de son mari le millionnaire Andrew Gordon, où Bill rencontre Cleo, leur fille. Mais il apprend que son futur mari se doit d'être riche. Ce même soir, il découvre par hasard qu'existe une bande de terrain entre la mine de Gordon et celle de son adversaire en affaires Tom Middleton. Bill et Charlie arriveront à prendre possession de ce terrain et à le revendre ensuite à Gordon.

## Fiche technique
- Titre original : The Bonanza Buckaroo
- Titre français : Un bon business
- Réalisation : Richard Thorpe
- Scénario : Betty Burbridge
- Photographie : Ray Ries
- Production : Lester F. Scott Jr.
- Société de production : Action Pictures
- Société de distribution : Associated Exhibitors
- Pays de production :  États-Unis
- Langue originale : anglais
- Format : noir et blanc — 35 mm — 1,37:1 — Film muet
- Genre : Comédie, Western
- Durée : 5 bobines - 1 359 m
- Date de sortie :
  - États-Unis : 28 août 1926

## Distribution
- Jay Wilsey : Bill Merritt
- Harry Todd : "Chewin'" Charlie
- Judy King : Cleo Gordon
- Lafe McKee : Andrew Gordon
- Winifred Landis : Mme Gordon
- Al Taylor : Carney
- Slim Whitaker : "Fraction" Jack
- Dutch Maley : Spike
- Emily Barrye : la bonne
- William Ryno : le shérif